# Говоровиці
Говоровиці (пол. Goworowice) — село в Польщі, у гміні Каменник Ниського повіту Опольського воєводства.
Населення — 340 осіб (2011).

## Демографія
Демографічна структура станом на 31 березня 2011 року:
|          | Загалом | Допрацездатний вік | Працездатний вік | Постпрацездатний вік |
| -------- | ------- | ------------------ | ---------------- | -------------------- |
| Чоловіки | 175     | 35                 | 124              | 16                   |
| Жінки    | 165     | 32                 | 101              | 32                   |
| Разом    | 340     | 67                 | 225              | 48                   |